# Дар ул-Фунун
Дар ул-Фунун (перс. دارالفنون) — перший в Ірані вищий навчальний заклад університетського типу, заснований 1851 року. 1934 року був приєднаний до Тегеранського університету.

## Історія
Навчальний заклад було засновано Амір-Кабіром перським прем'єром часів правління Насера ед-Дін Шаха. Дар ул-Фунун замислювався як виш для підготовки фахівців у таких галузях, як медицина, технічні науки, військова наука й геологія.
Урочисте відкриття університету відбулось 27 грудня 1851 року. Для викладання були запрошені австрійські викладачі. Першими студентами Дар ул-Фунуна стали 30 юнаків зі знатних родин. До 1889 року виш закінчили 287 студентів, а 1891 року університет налічував уже 1100 випускників. На той час у навчальному закладі працювали 16 європейських і 26 іранських викладачів. З часом Дар ул-Фунун розвивався та навіть дав поштовх до створення Тегеранського університету, до складу якого він згодом увійшов.

## Відомі випускники
- Абдул Маджід Мірза (1845-1927) — прем'єр-міністр Ірану;
- Ібрагім Гакімі (1863-1959) — прем'єр-міністр Ірану;
- Мухаммед-Алі Фарукі (1877-1942) — іранський науковець, прем'єр-міністр Ірану;
- Хадж Алі Размара — прем'єр-міністр Ірану;
- Садек Хедаят (1903-1951) — іранський письменник, перекладач;
- Манучіхр Егбал (1909-1977) — прем'єр-міністр Ірану.
- Джалал Але Ахмад (1923-1969) — іранський письменник, публіцист, громадський діяч;